# تپه شماره ۳ مورآباد
تپه شماره ۳ مورآباد مربوط به دوران‌های تاریخی پس از اسلام است و در شهرستان آبیک، بخش بشاریات، روستای مورآباد واقع شده و این اثر در تاریخ ۱۹ اسفند ۱۳۸۰ با شمارهٔ ثبت ۴۹۶۴ به‌عنوان یکی از آثار ملی ایران به ثبت رسیده است.